# Jefferson megye (Arkansas)
Jefferson megye az Amerikai Egyesült Államokban, azon belül Arkansas államban található. Megyeszékhelye és legnagyobb városa Pine Bluff. Lakosainak száma 67 260 fő (2020. április 1.). Jefferson megye Lonoke, Lincoln, Arkansas, Pulaski, Cleveland és Grant megyékkel határos.

## Népesség
A megye népességének változása:
| Lakosok száma | 77 321 | 76 040 | 74 601 | 73 191 | 71 565 | 67 260 |
|               | 2010   | 2011   | 2012   | 2013   | 2015   | 2020   |